# Humpen

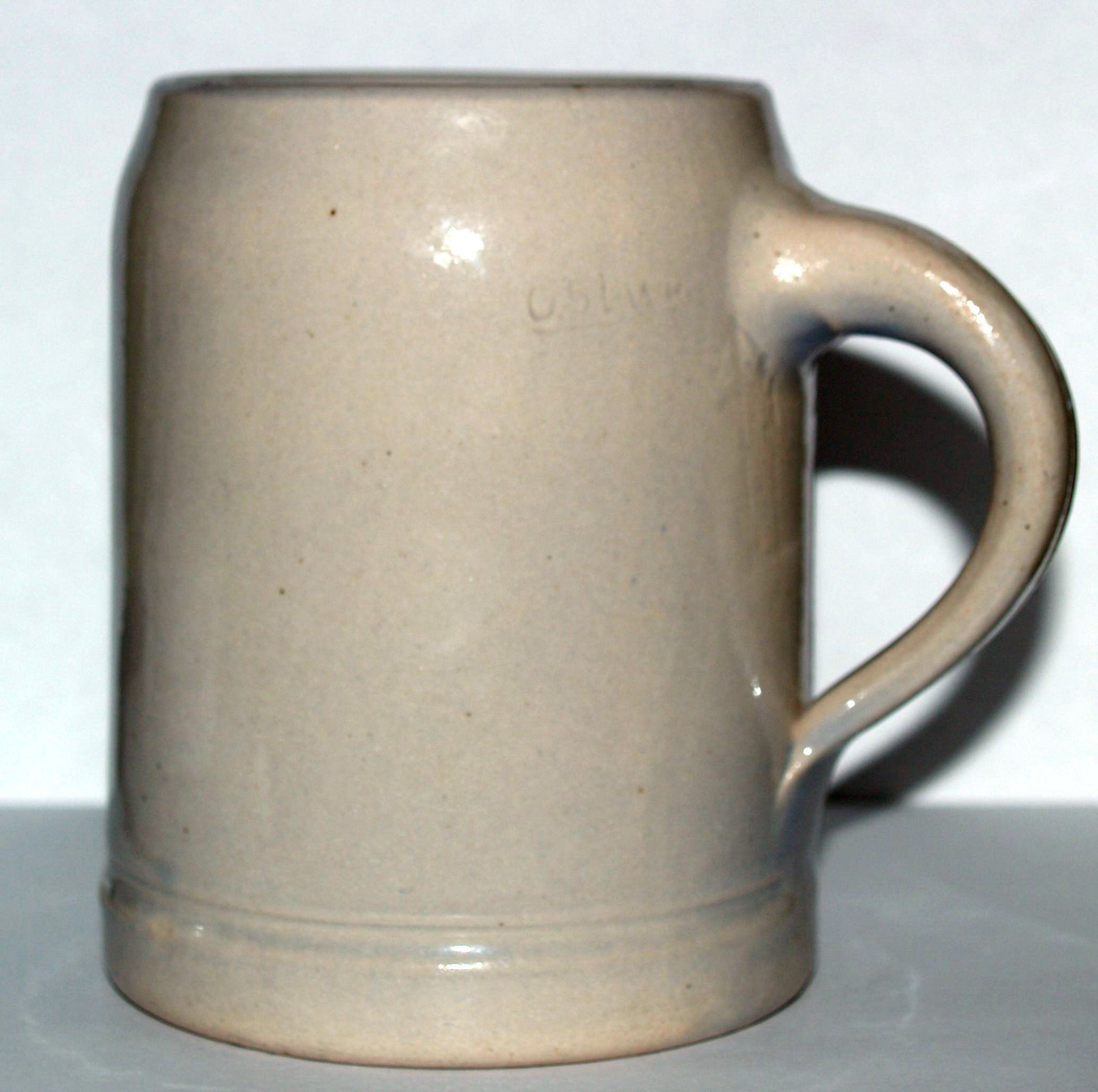
Un steinkrug de 0,5 litros.

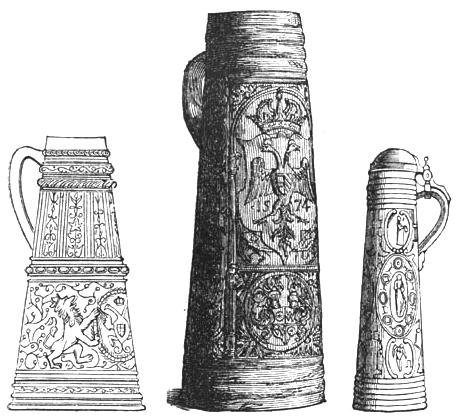
Jarras de cerveza de piedra.

Un humpen (también bierkrug, bierseidel, schnellen, henkel (en Berlín) o halber (en el norte de Alemania) es una vasija empleada desde el siglo XVI en la cultura europea y que hoy es empleada como palabra que indica un vaso que contiene cerveza. Suele considerarse como uno de los recipientes más típicos de cerveza en el Oktoberfest (festival de la cerveza, en octubre).

## Características
El humpen es un recipiente con forma cilíndrica o cónica empleada primitivamente para la contención de líquidos. Suelen ser generalmente de cerámica, de cristal o estaño. Suelen estar decorados en sus paredes con diferentes blasones tradicionales.